# Zenodoxus
Zenodoxus là một chi bướm đêm thuộc họ Sesiidae.

## Các loài
- Zenodoxus canescens Edwards, 1881
- Zenodoxus heucherae Edwards, 1881
- Zenodoxus maculipes Grote & Robinson, 1868
- Zenodoxus mexicanus Beutenmüller, 1897
- Zenodoxus palmii (Neumoegen, 1891)
- Zenodoxus rubens Engelhardt, 1946
- Zenodoxus sidalceae Engelhardt, 1946